# سیارک ۶۲۰۸
سیارک ۶۲۰۸ (به انگلیسی: 6208 Wakata، نامگذاری:1988XT) شش هزار و دویست و هشتمین سیارک کشف شده‌است که در ۳ دسامبر ۱۹۸۸ کشف شد.
قدر مطلق سیارک برابر ۱۳٫۹۰ است.